# 戈爾姆約赫山
47°3′47″N 9°50′9″E / 47.06306°N 9.83583°E

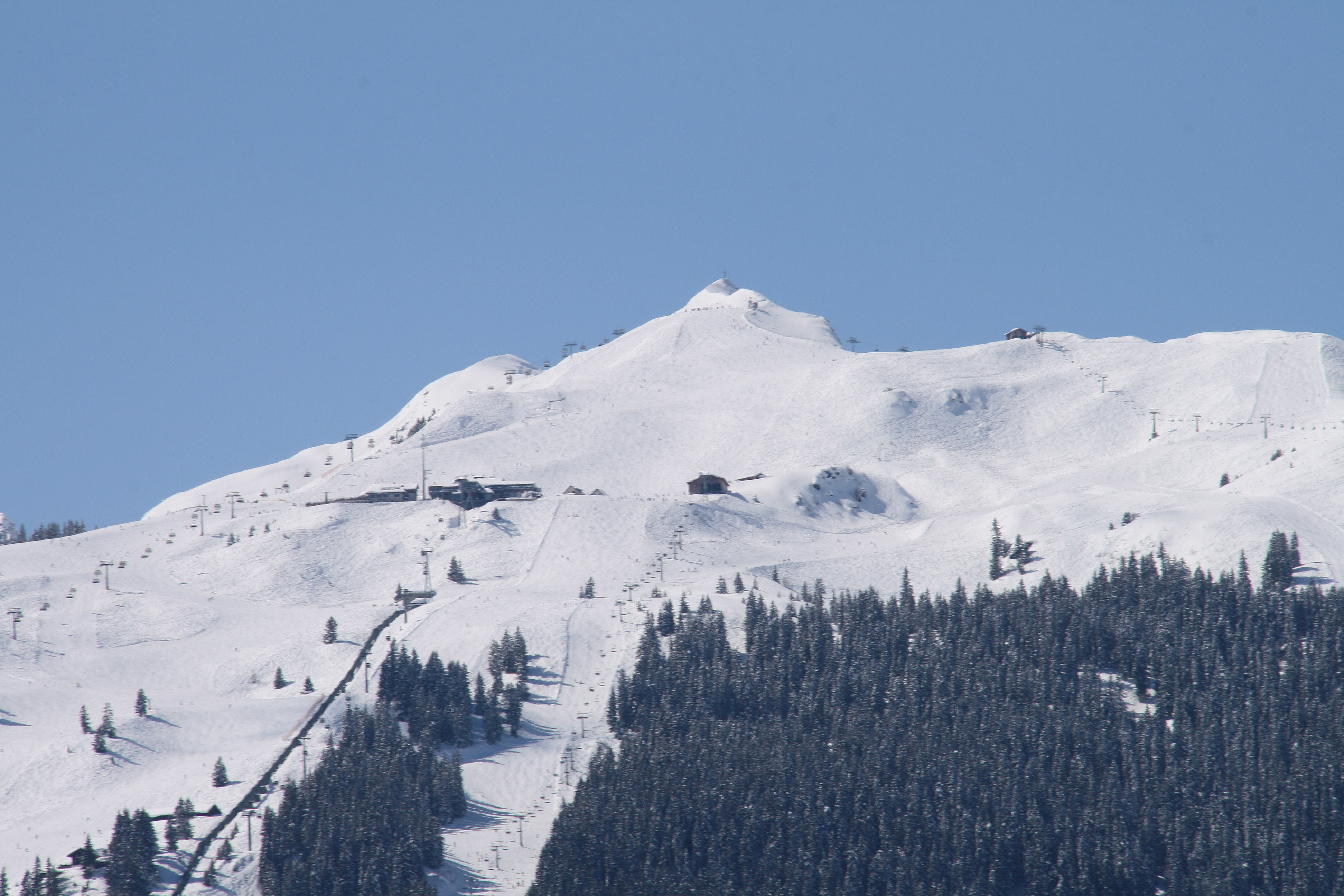

戈爾姆約赫山（德語：Golmer Joch），是奧地利的山峰，位於該國西部，由福拉爾貝格州負責管轄，屬於雷蒂孔山的一部分，處於查貢斯以西，海拔高度2,124米。